# Nathaniel Shaler
Nathaniel Southgate Shaler (20 de fevereiro de 1841 - 10 de abril de 1906) , foi um célebre paleontólogo e geólogo norte-americano que se interessou particularmente pelas implicações teológicas e científicas da teoria da evolução.